# Giulio Pinali
Giulio Pinali (ur. 2 kwietnia 1997 w Bolonii) – włoski siatkarz, grający na pozycji atakującego. Reprezentant Włoch. 
Jego siostra bliźniaczka Greta i brat Roberto uprawiają zawodowo siatkówkę.

## Sukcesy klubowe
Superpuchar Włoch:
- 2018, 2021

Klubowe mistrzostwa świata:
- 2021

Liga Mistrzów:
- 2022

## Sukcesy reprezentacyjne
Igrzyska śródziemnomorskie:
- 2018

Letnia uniwersjada:
- 2019[7]

Mistrzostwa Europy:
- 2021

Mistrzostwa Świata:
- 2022[8]